# Mars 2056
Pour plus de détails, voir Fiche technique et Distribution.
Mars 2056 (Mars) est un film américain réalisé par Jon Hess, sorti en 1998.

## Synopsis
Colton Templar, agent de sécurité terrien, est à la recherche des assassins de son frère (Inno Templar), sur la planète Mars. Pendant son enquête, il découvre que la compagnie interplanétaire des mines (Interplanetary Mining Company) dissimule un terrible secret dans l'exploitation de la planète rouge.

## Fiche technique
- Titre : Mars 2056
- Titre original : Mars
- Réalisation : Jon Hess
- Scénario : Patrick Highsmith
- Production : Kathy Jordan et Avi Nesher
- Société de production : The Kushner-Locke Company, Mahagonny Pictures
- Musique : Deeji Mincey et Boris Zelkin
- Photographie : Irek Hartowicz
- Montage : Randy Vandegrift
- Décors : Deren Abram et Anne Mari Snyder
- Costumes : Donna Marie[1]
- Pays de production :  États-Unis
- Genre : Science-fiction
- Durée : 91 minutes
- Format : Couleur - Son : Stéréo - 35 mm
- Budget : 4 500 000 $
- Date de sortie : 
  - États-Unis : 10 mars 1998

## Distribution
- Olivier Gruner : Colton Templar
- Shari Belafonte : Doc Halliday
- Gabriel Dell Jr. : Buckskin Greenberg
- Alex Hyde-White : Phillip Clement
- Scott Valentine : Pete l'ermite
- Lindsey Ginter : Ike Ringo
- Lee de Broux : Shérif Bascom
- Amber Smith : Sheila
- Nils Allen Stewart : Fargo
- Jeff Wolfe : Inno Templar
- Michael Cole Dinelli : Male Nurse
- Voyo Goric : Pinrake
- Duke Valenti : Johnny
- Kathryn Dwyer : Passport Clerk
- Paul Dallas : Hood

## Autour du film
Le titre français est abusif, l'un des personnages indique à un moment que l'exploitation de la mine dure depuis à 70 ans, l'action ne peut donc pas se dérouler en 2056.